# 12 Batalion Rozpoznania Radioelektronicznego
12 Batalion Rozpoznania Radioelektronicznego – jednostka rozpoznawcza Wojska Polskiego szczebla armijnego (okręgowego).
Stacjonował początkowo w Braniewie. W 1984 zmiana dyslokacji do Koszalina.
Podporządkowany dowódcy Pomorskiego Okręgu Wojskowego.
Rozwiązany w 1996.

## Organizacja batalionu
- dowództwo i sztab
- kompania rozpoznania radiowego

(namierniki k/f  - R – 359; aparatownie ARO-K-12; K-1; K-2)
- kompania rozpoznania radioelektronicznego

(ARO KU-4;  namiernik R – 363; RPS- 5)
- kompania rozpoznania radioliniowego

(R – 343; R – 344)
- kompania łączności(pluton radiotelegraficzny,pluton radioliniowy,pluton telefoniczny)

(R-118,R-405Z,RWŁ-1M)
- samodzielne plutony,- pluton zaopatrzenia,pluton remontowy,pluton medyczny

## Dowódcy batalionu
- ppłk Stanisław Strzałkowski
- ppłk Zdzisław Krawczyński
- mjr Stanisław Maliszewski
- mjr Juliusz Wilczewski 1978 - 1982
- mjr Stanisław Zwolak
- mjr Zenon Michalak 1986 - 1988
- ppłk Włodzimierz Goś (ostatni)